# Sobremunt
Sobremunt är en kommun i Spanien.   Den ligger i provinsen Província de Barcelona och regionen Katalonien, i den östra delen av landet, 500 km öster om huvudstaden Madrid. Antalet invånare är 102. Arean är 13,8 kvadratkilometer. Sobremunt gränsar till Sant Boi de Lluçanès, Orís, Les Masies de Voltregà, Santa Cecília de Voltregà, Sant Bartomeu del Grau och Olost. 
Terrängen i Sobremunt är kuperad österut, men västerut är den platt.